# Никола Марковић (кошаркаш)
Никола Марковић (Београд, 7. јул 1989) српски је кошаркаш. Игра на позицијама крилног центра и центра, а тренутно наступа за Металац.

## Каријера

### Клупска
Кошарком је почео да се бави у млађим категоријама кошаркашког клуба Борча. Затим је две сезоне провео у млађим категоријама Беовука. Од 2007. године наступао је за ФМП из Железника, а током сезоне 2009/10. био је и на позајмици Радничком баскету. Године 2011, након интеграције ФМП-а са Црвеном звездом, прешао је у редове црвено-белих са Малог Калемегдана. Ипак, у Звезди није добио пуно простора, а имао је проблема и са повредом леђа, тако да је у Јадранској лиги 2011/12. одиграо свега 7 утакмица и постигао укупно 20 поена. Већ наредног лета вратио се у клуб из Железника, одакле је у марту 2013. прешао у Војводину Србијагас. У лето 2013. отишао је у Грчку, где је одиграо по једну сезону за КАОД, Панелефсинијакос и солунски ПАОК. У јулу 2016. постао је играч Трефл Сопота и са њима се задржао до јануара 2018. године, када је прешао у Зјелону Гору. Након тога, у Пољској је играо још и за Стал Остров Вјелкополски и Анвил Влоцлавек. У фебруару 2019. године прикључио се румунској Орадеи, чије боје је бранио наредних пет година. Клуб је у том периоду освојио два национална трофеја — једно првенство (2018/19) и један суперкуп (2019). Марковић се у октобру 2024. вратио у српску кошарку и потписао за Металац.

### Репрезентативна
Био је део млађих репрезентативних селекција Србије. Са јуниорском репрезентацијом освојио је златну медаљу на Европском првенству 2007, играном у Шпанији. Са универзитетском селекцијом дошао је до бронзе 2013. године, на Универзијади у Казању.

## Успеси

### Клупски
- Орадеа:
  - Првенство Румуније (1): 2018/19.
  - Суперкуп Румуније (1): 2019.

### Репрезентативни
- Европско првенство до 18 година:  2007.
- Медитеранске игре:  2013.
- Универзијада:  2013.